# Barbara Mensing
Barbara Mensing, née le 23 septembre 1960 à Herten, est une archère allemande.

## Biographie
Barbara Mensing dispute les Jeux olympiques à deux reprises.
Aux Jeux de 1996 se tenant à Atlanta, elle est sacrée avec l'équipe allemande vice-championne olympique et termine huitième de l'épreuve individuelle. En 2000 à Sydney, elle fait partie de l'équipe allemande médaillée de bronze olympique ; elle termine 29e de l'épreuve individuelle.